# Pride (In the Name of Love)
De single Pride (In the name of love) van de Ierse band U2 uit 1984 is een ode aan Martin Luther King.

## U2
Pride (In the name of love) is een nummer van de band U2 uit Ierland. Het nummer werd samen met de nummers Boomerang en Boomerang II als vinyl single uitgebracht op 4 september 1984. De single verscheen in diverse formaten, de meest zeldzame zijn de 7" picture disc en een 12" met een blauwe cover. Pride is de eerste single van het album The Unforgettable Fire en verscheen ook op de compilatie-cd The Best of 1980-1990.
Het nummer is een ode aan Martin Luther King, vandaar ook dat tijdens een concert in Lyon van U2 zijn afbeelding werd gebruikt. De basis voor het nummer ontstond tijdens een soundcheck in november 1983 in Honolulu.
Het nummer bevat een foutieve verwijzing naar de moord op Martin Luther King Jr. (“Early morning, April 4”), aangezien deze niet in de ochtend, maar in de avond plaatsvond. In live versies gebruikt de band daarom
vaak de tekst ‘Early evening, April 4).
Pride werd voor het eerst in 1984 gespeeld tijdens een van de eerste concerten van de Live Under Australian Skies tour.
De plaat werd een hit in vrijwel geheel Europa en werd zelfs een nummer 1-hit in Nieuw-Zeeland. In thuisland Ierland behaalde de plaat de 6e positie in de hitlijst. In Nederland werd de plaat veel gedraaid op Hilversum 3 en werd een gigantische hit. De single bereikte de 8e positie in de Nederlandse Top 40, de 5e positie in de Nationale Hitparade en de 7e positie in de TROS Top 50. In de Europese hitlijst op Hilversum 3, de TROS Europarade, bereikte de plaat de 6e positie. In België bereikte de plaat de 5e positie in de Vlaamse Radio 2 Top 30 en de 6e positie in de Vlaamse Ultratop 50.

### Nederlandse Top 40
| Hitnotering: 15-09-1984 t/m 24-11-1984 | Hitnotering: 15-09-1984 t/m 24-11-1984 | Hitnotering: 15-09-1984 t/m 24-11-1984 | Hitnotering: 15-09-1984 t/m 24-11-1984 | Hitnotering: 15-09-1984 t/m 24-11-1984 | Hitnotering: 15-09-1984 t/m 24-11-1984 | Hitnotering: 15-09-1984 t/m 24-11-1984 | Hitnotering: 15-09-1984 t/m 24-11-1984 | Hitnotering: 15-09-1984 t/m 24-11-1984 | Hitnotering: 15-09-1984 t/m 24-11-1984 | Hitnotering: 15-09-1984 t/m 24-11-1984 | Hitnotering: 15-09-1984 t/m 24-11-1984 | Hitnotering: 15-09-1984 t/m 24-11-1984 |
| Week:                                  | 1                                      | 2                                      | 3                                      | 4                                      | 5                                      | 6                                      | 7                                      | 8                                      | 9                                      | 10                                     | 11                                     |                                        |
| -------------------------------------- | -------------------------------------- | -------------------------------------- | -------------------------------------- | -------------------------------------- | -------------------------------------- | -------------------------------------- | -------------------------------------- | -------------------------------------- | -------------------------------------- | -------------------------------------- | -------------------------------------- | -------------------------------------- |
| Positie:                               | 35                                     | 22                                     | 16                                     | 11                                     | 8                                      | 8                                      | 10                                     | 12                                     | 19                                     | 22                                     | 33                                     | uit                                    |

### Nationale Hitparade
| Hitnotering: 22-09-1984 t/m 08-12-1984 | Hitnotering: 22-09-1984 t/m 08-12-1984 | Hitnotering: 22-09-1984 t/m 08-12-1984 | Hitnotering: 22-09-1984 t/m 08-12-1984 | Hitnotering: 22-09-1984 t/m 08-12-1984 | Hitnotering: 22-09-1984 t/m 08-12-1984 | Hitnotering: 22-09-1984 t/m 08-12-1984 | Hitnotering: 22-09-1984 t/m 08-12-1984 | Hitnotering: 22-09-1984 t/m 08-12-1984 | Hitnotering: 22-09-1984 t/m 08-12-1984 | Hitnotering: 22-09-1984 t/m 08-12-1984 | Hitnotering: 22-09-1984 t/m 08-12-1984 | Hitnotering: 22-09-1984 t/m 08-12-1984 | Hitnotering: 22-09-1984 t/m 08-12-1984 |
| Week:                                  | 1                                      | 2                                      | 3                                      | 4                                      | 5                                      | 6                                      | 7                                      | 8                                      | 9                                      | 10                                     | 11                                     | 12                                     |                                        |
| -------------------------------------- | -------------------------------------- | -------------------------------------- | -------------------------------------- | -------------------------------------- | -------------------------------------- | -------------------------------------- | -------------------------------------- | -------------------------------------- | -------------------------------------- | -------------------------------------- | -------------------------------------- | -------------------------------------- | -------------------------------------- |
| Positie:                               | 14                                     | 5                                      | 6                                      | 7                                      | 5                                      | 7                                      | 11                                     | 15                                     | 22                                     | 28                                     | 34                                     | 43                                     | uit                                    |

### TROS Top 50
Hitnotering: 13-09-1984 t/m 22-11-1984 met als hoogste notering #7

### TROS Europarade
Hitnotering: 08-10-1984 t/m 05-11-1984. Hoogste notering: #6 (1 week).

### Vlaamse Radio 2 Top 30
| Hitnotering: (Week 1 t/m 6) 13-10-1984 t/m 17-11-1984 Hitnotering: (Week 7 t/m 8) 01-12-1984 t/m 08-12-1984 | Hitnotering: (Week 1 t/m 6) 13-10-1984 t/m 17-11-1984 Hitnotering: (Week 7 t/m 8) 01-12-1984 t/m 08-12-1984 | Hitnotering: (Week 1 t/m 6) 13-10-1984 t/m 17-11-1984 Hitnotering: (Week 7 t/m 8) 01-12-1984 t/m 08-12-1984 | Hitnotering: (Week 1 t/m 6) 13-10-1984 t/m 17-11-1984 Hitnotering: (Week 7 t/m 8) 01-12-1984 t/m 08-12-1984 | Hitnotering: (Week 1 t/m 6) 13-10-1984 t/m 17-11-1984 Hitnotering: (Week 7 t/m 8) 01-12-1984 t/m 08-12-1984 | Hitnotering: (Week 1 t/m 6) 13-10-1984 t/m 17-11-1984 Hitnotering: (Week 7 t/m 8) 01-12-1984 t/m 08-12-1984 | Hitnotering: (Week 1 t/m 6) 13-10-1984 t/m 17-11-1984 Hitnotering: (Week 7 t/m 8) 01-12-1984 t/m 08-12-1984 | Hitnotering: (Week 1 t/m 6) 13-10-1984 t/m 17-11-1984 Hitnotering: (Week 7 t/m 8) 01-12-1984 t/m 08-12-1984 | Hitnotering: (Week 1 t/m 6) 13-10-1984 t/m 17-11-1984 Hitnotering: (Week 7 t/m 8) 01-12-1984 t/m 08-12-1984 | Hitnotering: (Week 1 t/m 6) 13-10-1984 t/m 17-11-1984 Hitnotering: (Week 7 t/m 8) 01-12-1984 t/m 08-12-1984 | Hitnotering: (Week 1 t/m 6) 13-10-1984 t/m 17-11-1984 Hitnotering: (Week 7 t/m 8) 01-12-1984 t/m 08-12-1984 |
| Week: | 1 | 2 | 3 | 4 | 5 | 6 | | 7 | 8 | |
| --- | --- | --- | --- | --- | --- | --- | --- | --- | --- | --- |
| Positie: | 8 | 6 | 5 | 7 | 5 | 8 | uit | 27 | 22 | uit |

### NPO Radio 2 Top 2000
| Nummer met noteringen in de NPO Radio 2 Top 2000 | '99 | '00 | '01 | '02 | '03 | '04 | '05 | '06 | '07 | '08 | '09 | '10 | '11 | '12 | '13 | '14 | '15 | '16 | '17 | '18 | '19 | '20 | '21 | '22 | '23 | '24 |
| ------------------------------------------------ | --- | --- | --- | --- | --- | --- | --- | --- | --- | --- | --- | --- | --- | --- | --- | --- | --- | --- | --- | --- | --- | --- | --- | --- | --- | --- |
| Pride (In the Name of Love)                      | 58  | 47  | 130 | 126 | 182 | 125 | 140 | 137 | 171 | 135 | 217 | 250 | 253 | 239 | 283 | 347 | 294 | 362 | 419 | 258 | 231 | 225 | 298 | 311 | 298 | 250 |

1. ↑  Een vetgedrukt getal geeft de hoogste notering aan.

## C+C Music Factory
In 1992 maakte de Amerikaanse muziekgroep C+C Music Factory, bestaande uit Robert Clivillés en David Cole, een dansversie van Pride (In the name of love). De plaat werd regelmatig gedraaid op Radio 3 en bereikte een 54ste positie in de Nationale Top 100. De Nederlandse Top 40 werd niet bereikt en bleef in de Tipparade op nummer zestien steken.

### Hitnoteringen

#### Nationale Top 100
| Hitnotering: 25-01-1992 t/m 22-02-1992 | Hitnotering: 25-01-1992 t/m 22-02-1992 | Hitnotering: 25-01-1992 t/m 22-02-1992 | Hitnotering: 25-01-1992 t/m 22-02-1992 | Hitnotering: 25-01-1992 t/m 22-02-1992 | Hitnotering: 25-01-1992 t/m 22-02-1992 | Hitnotering: 25-01-1992 t/m 22-02-1992 |
| Week:                                  | 1                                      | 2                                      | 3                                      | 4                                      | 5                                      |                                        |
| -------------------------------------- | -------------------------------------- | -------------------------------------- | -------------------------------------- | -------------------------------------- | -------------------------------------- | -------------------------------------- |
| Positie:                               | 86                                     | 63                                     | 56                                     | 54                                     | 82                                     | uit                                    |

## Tessa Belinfante
In de eerste liveshow van het derde seizoen van The voice of Holland zong Tessa Belinfante op 9 november 2012 haar versie van Pride (In the name of love). Het nummer was na de uitzending meteen te krijgen als muziekdownload en kwam een week later op nummer 33 binnen in de Mega Top 50. De Nederlandse Top 40 werd niet gehaald en bleef steken in de Tipparade.

### Hitnotering

#### Mega Top 50
| Hitnotering: (Week 1) 17-11-2012 Hitnotering: (Week 2 t/m 3) 01-12-2012 t/m 08-12-2012 | Hitnotering: (Week 1) 17-11-2012 Hitnotering: (Week 2 t/m 3) 01-12-2012 t/m 08-12-2012 | Hitnotering: (Week 1) 17-11-2012 Hitnotering: (Week 2 t/m 3) 01-12-2012 t/m 08-12-2012 | Hitnotering: (Week 1) 17-11-2012 Hitnotering: (Week 2 t/m 3) 01-12-2012 t/m 08-12-2012 | Hitnotering: (Week 1) 17-11-2012 Hitnotering: (Week 2 t/m 3) 01-12-2012 t/m 08-12-2012 | Hitnotering: (Week 1) 17-11-2012 Hitnotering: (Week 2 t/m 3) 01-12-2012 t/m 08-12-2012 |
| Week:                                                                                  | 1                                                                                      |                                                                                        | 2                                                                                      | 3                                                                                      |                                                                                        |
| -------------------------------------------------------------------------------------- | -------------------------------------------------------------------------------------- | -------------------------------------------------------------------------------------- | -------------------------------------------------------------------------------------- | -------------------------------------------------------------------------------------- | -------------------------------------------------------------------------------------- |
| Positie:                                                                               | 33                                                                                     | uit                                                                                    | 57                                                                                     | 68                                                                                     | uit                                                                                    |

## Tiësto
In 2012 maakte de Nederlandse DJ Tiësto een remix in House van het gelijknamige nummer van U2. Deze werd voor het evenement Dance (Red) Save Lives gemaakt en de opbrengst van het nummer ging naar het goede doel om aids in Afrika te bestrijden. Het nummer werd op 26 november 2012 op YouTube gezet en officieel op 2 december 2012 op Tiësto's YouTube-kanaal uitgebracht.
Bono · The Edge · Adam Clayton · Larry Mullen jr.